# Alalá (mitología)

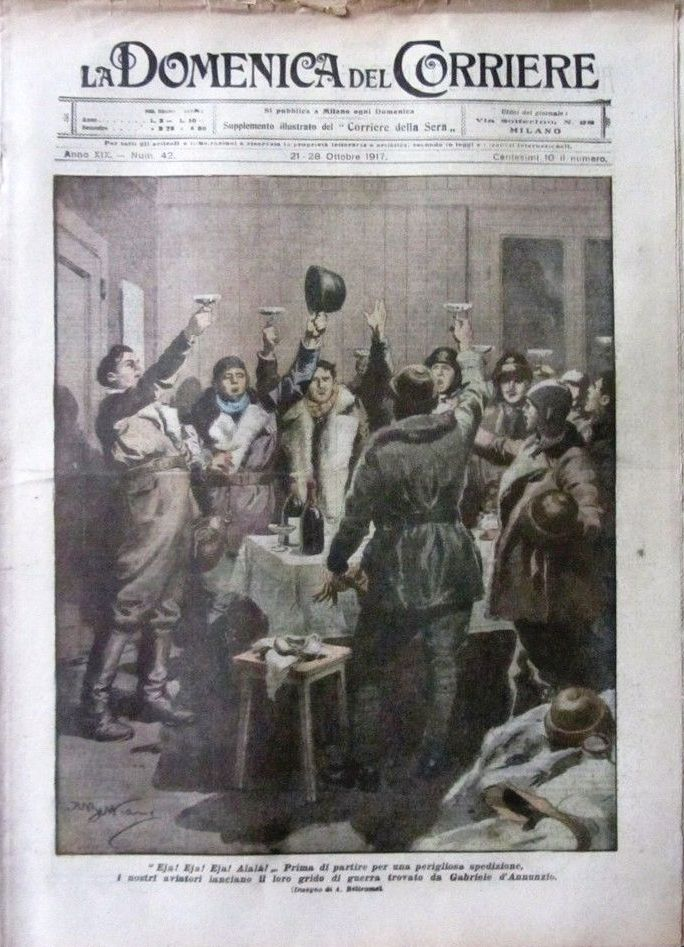
Los cuerpos de aviación italianos gritan el grito de guerra ¡Eja! ¡Eja! Alala! en octubre de 1917.

En la mitología griega, Alalá (en griego antiguo Ἀλαλά, de ἄλαλος alalos, ‘mudo’) era la personificación del grito de guerra, por lo que se la puede identificar como una de las Macas.
Solía formar parte del séquito de Ares, dios olímpico de la guerra, cuyo grito de guerra era su nombre. Según Píndaro, era hija de Pólemo, un dios menor de la guerra.